# Powiat Weiz
Powiat Weiz (niem. Bezirk Weiz) – powiat w Austrii, w kraju związkowym Styria. Siedziba powiatu znajduje się w mieście Weiz.

## Geografia
Powiat leży w Alpach Centralnych, w całości w grupie gór na wschód od Mury (Fischbacher Alpen, Hochwechsel) dochodzących do wysokości 1653 m n.p.m.
Powiat graniczy z następującymi powiatami: na północnym wschodzie z powiatem Neunkirchen (w kraju związkowym Dolna Austria), na południowym zachodzie z powiatem Graz-Umgebung.

## Demografia
| Rok  | Liczba mieszkańców |
| ---- | ------------------ |
| 1981 | 80 522             |
| 1991 | 83 296             |
| 2001 | 86 022             |
| 2011 | 87 773             |
| 2021 | 90 916             |

## Podział administracyjny
Powiat podzielony jest na 31 gmin, w tym dwie gminy miejskie (Stadt), osiem gmin targowych (Marktgemeinde) oraz 21 gmin wiejskich (Gemeinde).
| Miasta 1. Gleisdorf 2. Weiz Gminy targowe 1. Anger 2. Birkfeld 3. Markt Hartmannsdorf 4. Passail 5. Pischelsdorf am Kulm 6. St. Margarethen an der Raab 7. Sankt Ruprecht an der Raab 8. Sinabelkirchen | Gminy 1. Albersdorf-Prebuch 2. Fischbach 3. Fladnitz an der Teichalm 4. Floing 5. Gasen 6. Gersdorf an der Feistritz 7. Gutenberg 8. Hofstätten an der Raab 9. Ilztal 10. Ludersdorf-Wilfersdorf 11. Miesenbach bei Birkfeld 12. Mitterdorf an der Raab 13. Mortantsch 14. Naas 15. Puch bei Weiz 16. Ratten 17. Rettenegg 18. St. Kathrein am Hauenstein 19. Sankt Kathrein am Offenegg 20. Strallegg 21. Thannhausen |

## Transport
Przez powiat przebiega autostrada A2 i drogi krajowe B54 (Wechsel Straße), B64 (Rechberg Straße), B65 (Gleisdorfer Straße), B68 (Feldbacher Straße) i B72 (Weizer Straße). Większość szlaków komunikacyjnych krzyżuje się w dwóch miastach.
Na południu powiatu przebiega Wschodnia Kolej Styryjska (Steirische Ostbahn) z Grazu do Szombathely. W Gleisdorfie odbiega od niej linia do Ratten jednak pociągi dojeżdżają wyłącznie do Weiz.